# آگوستین نگیراباتواره
آگوستین نگیراباتواره (انگلیسی: Augustin Ngirabatware؛ زادهٔ ۱۲ ژانویهٔ ۱۹۵۷) یک سیاست‌مدار اهل رواندا است که در نسل‌کشی رواندا دخیل بوده و توسط دادگاه بین‌المللی کیفری برای رواندا محکوم شده‌است.